# Линдхерст (Охајо)
Линдхерст (енгл. Lyndhurst) град је у америчкој савезној држави Охајо.

## Демографија
По попису из 2010. године број становника је 14.001, што је 1.278 (-8,4%) становника мање него 2000. године.
| Група             | 2000.          | 2010.          |
| Белци             | 14.707 (96,3%) | 12.531 (89,5%) |
| Афроамериканци    | 196 (1,3%)     | 901 (6,4%)     |
| Азијати           | 182 (1,2%)     | 223 (1,6%)     |
| Хиспаноамериканци | 104 (0,7%)     | 185 (1,3%)     |
| Укупно            | 15.279         | 14.001         |